# Prefektura Kagošima
Prefektura Kagošima (japonsko Kagoshima-ken 鹿児島県) je prefektura na jugozahodnem delu japonskega otoka Kjušu. Glavno mesto prefekture je mesto Kagošima (japonsko Kagoshima-shi 鹿児島市).

## Zgodovina
Prefektura Kagošima ustreza starodavnima japonskima provincama Ōsumi in Sacuma, vključno s severnim delom otočja Rjukju (Sacunan). Ta regija je igrala ključno vlogo pri obnovi Meidži (Saigō Takamori), mesto Kagošima pa je bilo pomembno pomorsko oporišče med japonskimi vojnami 20. stoletja in dom admirala Tōgō Heihačira. Novejši incidenti so potopitev severnokorejske vohunske ladje (razred 100 ton) leta 2001 s strani obalne straže, ki je bila kasneje rešena in razstavljena v Tokiu, ter ugrabitev pisarniškega uradnika na plaži v Kagošimi leta 1978 s strani agentov iste države. To je postalo znano šele pred kratkim pod upravo Koizumija.

## Geografija
Prefektura Kagošima je na jugozahodnem koncu Kjušuja na polotokih Sacuma in Ōsumi. Ta prefektura vključuje tudi verigo otokov, ki se nekaj sto kilometrov razteza naprej proti jugozahodu Kjušuja. Najpomembnejša skupina je otočje Amami. Obdan z [[Vzhodnokitajsko morje|Vzhodnokitajskim morjem]g na zahodu, [[prefektura Okinava|prefekturo Okinava]g na jugu, prefekturo Kumamoto na severu in [[prefektura Mijazaki|prefekturo Mijazaki]g na vzhodu, ima 2632 km obale (vključno z 28 otoki). Ima zaliv, imenovan Kagošima (Kinkovan), ki je stisnjen z dvema polotokoma, Sacuma in Ōsumi. Zaradi svoje lege je bila v različnih obdobjih zgodovine »vrata« na Japonsko. Medtem ko ima Kjušu približno 13 milijonov ljudi, jih je v tej prefekturi manj kot 2 milijona.
Prefektura se ponaša z verigo aktivnih in mirujočih vulkanov, vključno z velikim Sakuradžima, ki se dviga iz zaliva Kagošima nasproti mesta Kagošima. Iz kaldere prihaja stalen curek dima in pepela, ki ga skoraj vsak dan prekinjajo glasnejši majhni izbruhi. V aktivnih dneh je v mestu Kagošima priporočljiv dežnik za zaščito pred pepelom. Sakuradžima je eden najbolj aktivnih japonskih vulkanov. Večji izbruhi so se zgodili leta 1914, ko je otoška gora razlila dovolj materiala, da se je trajno povezala s celino, in manjši izbruh leta 1960. Zaradi vulkanskih materialov v tleh je Sakuradžima vir rekordno velikih redkev daikon, velikosti približno kot košarkarska žoga. Številne plaže okoli zaliva Kagošima so posejane z obrabljenimi plovci. Kratersko jezero na jugozahodnem koncu prefekture, blizu zdraviliškega mesta Ibusuki, je dom redke vrste orjaške jegulje.
Od 31. marca 2019 je bilo 13 % celotne površine prefekture označenih kot naravni parki, in sicer narodnini park Amami Guntō, narodnini park Kirišima-Kinkovan, narodnini park Unzen-Amakusa in narodnini park Jakušima; kvazi narodna parka Košikišima in Ničinan Kaigan; in prefekturni naravni parki Akune, Bōnoma, Fukiagehama, Imutaike, Ōsumi Nanbu, Sendaigava Rjūiki, Takakumajama in Tokara Reto
- Kriptomerija Džōmon Sugi na otoku Jaku
- Domači gozd mangrov na otoku Amami
- Center za opazovanje žerjavov na območju migracije žerjavov Izumi
- Ljudski ples v slogu Ohara na festivalu Ohara v Kagošimi novembra
- Slog peščene kopeli v Ibusuki Spa
- Zemljevid prefekture Kagošima

## Mesta
Prefektura zajema 19 mest: Aira, Akune, Amami, Hioki, Ibusuki, Ičikikušikino, Isa, Izumi, Kagošima, Kanoja, Kirišima, Makurazaki, Minamikjūšū, Minamisacuma, Nišinoomote, Sacumasendai, Šibuši, Soo in Tarumizu.

## Gospodarstvo
Večina gospodarskega sektorja je osredotočena na mesto Kagošima in okolico, kar ustreza obsegu nekdanje province Sacuma. Vzhodni del prefekture, nekdanja provinca Ōsumi, je večinoma podeželski in kaže splošni upad prebivalstva.
Prefektura ima močne kmetijske korenine, kar se odraža v njenem najbolj znanem izvozu: zelenem čaju, sladkem krompirju, redkvi, rižu Pongee, jedi Sacuma, svinjini Berkshire (»kurobuta«) in lokalni govedini Black vagju. Proizvodnja kosmičev palamide v prefekturi Kagošima je na drugem mestu za proizvodnjo v Šizuoki. Poleg tega proizvaja največjo količino jegulj unagi na Japonskem. Kagošima je tudi največja prefektura za proizvodnjo govedine in svinjine na Japonskem.
Japonska agencija za vesoljsko raziskovanje (JAXA) ima več objektov v prefekturi, vključno z glavnim izstrelitvenim objektom v državi na Tanegašimi in vesoljskim centrom Učinoura.
Bruto domači proizvod prefekture je približno 4,834 bilijona jenov.

## Narečje
Danes je Kagošima dom značilnega japonskega narečja, znanega kot narečje Sacugū (薩隅方言, Sacugū Hōgen) ali narečje Kagošime (鹿児島弁, Kagošima-ben ali Kagoma-ben), ki se od običajnih narečij Kjušu razlikuje po svoji izgovorjavi džocugana.
Večinoma je narečje Sacugū nerazumljivo s standardno japonščino,  čeprav večina govorcev pozna oba zaradi jezikovne standardizacije na Japonskem.